# Finger Lakes

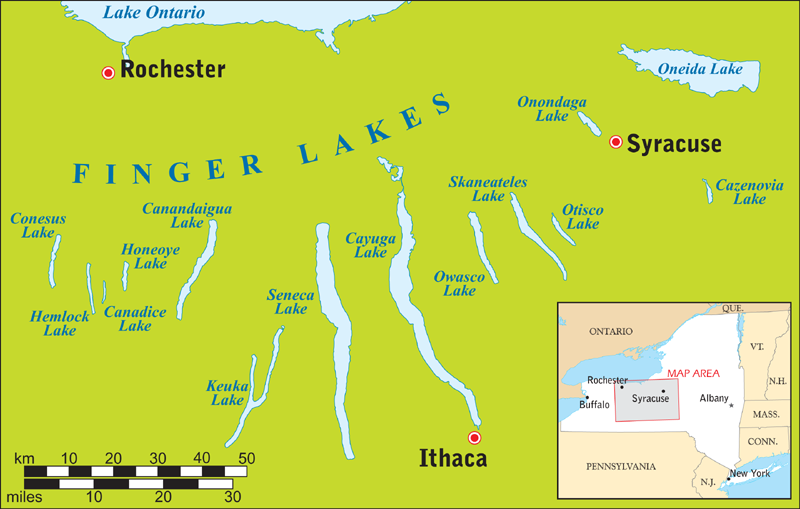
Mapa

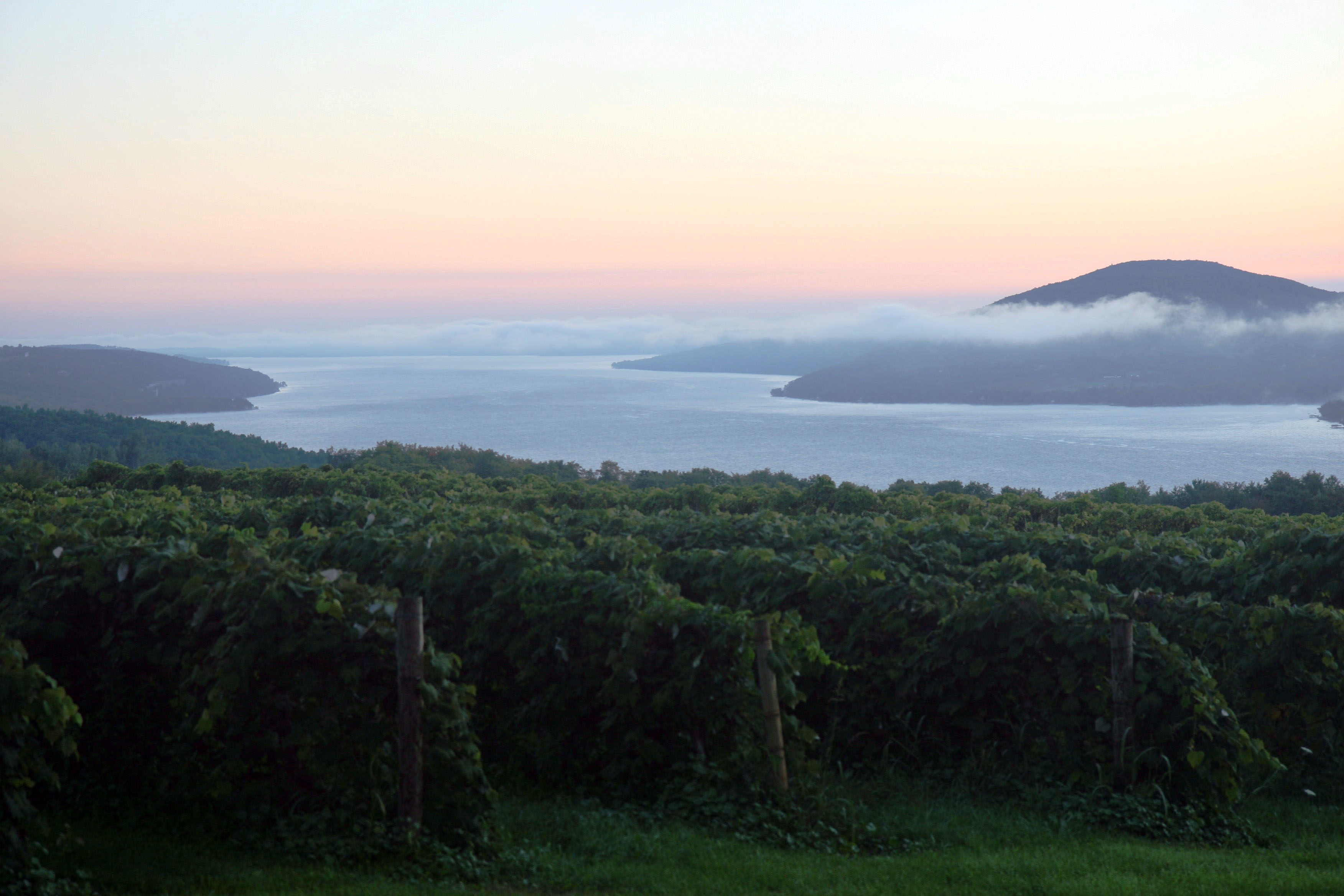
Vinice nad Canandaigua Lake

Finger Lakes je region v severozápadní části amerického státu New York, kde se nachází jedenáct jezer ledovcového původu, která jsou protáhlá severojižním směrem, takže připomínají prsty (anglicky „finger“). Zdejší krajinu formoval Laurentinský ledovcový štít. Nachází se na okraji Alleghenské plošiny a patří do povodí jezera Ontario. Jezera jsou úzká (maximálně 6 km) a hluboká – Seneca Lake má maximální hloubku 188 m. Nachází se zde geologická formace Marcellus Shale, která obsahuje břidlicový plyn, o jehož případné těžbě se vedou spory.
Původními obyvateli byli Irokézové, Evropané se zde začali usazovat až koncem 18. století. V devatenáctém století region Finger Lakes proslul jako jedno z center druhého velkého probuzení, například v Palmyře vznikla Církev Ježíše Krista Svatých posledních dnů.
Finger Lakes jsou populární rekreační oblastí. Rybáři zde loví siveny, okounky, placky a štiky. Krajem vede turistická stezka Finger Lakes Trail a východně od Seneca Lake byl zřízen národní les o rozloze 65,8 km². Na pobřeží Hemlock Lake hnízdí orel bělohlavý. Významnými městy jsou Ithaca, Geneva a Auburn. Watkins Glen je známý díky automobilovému závodišti a Corning díky výrobě speciálního skla.
Nachází se zde vinařská oblast AVA Finger Lakes, kde jsou hlavními odrůdami Ryzlink rýnský, Chardonnay a Cabernet Franc. Réva se v kraji pěstuje od roku 1839 a v Conesusu sídlí nejstarší výrobce mešního vína v USA.

## Seznam jezer
- Conesus Lake (13,8 km²)
- Hemlock Lake (7,3 km²)
- Canadice Lake (2,6 km²)
- Honeoye Lake (7,2 km²)
- Canandaigua Lake (43,5 km²)
- Keuka Lake (47,5 km²)
- Seneca Lake (173 km²)
- Cayuga Lake (172 km²)
- Owasco Lake (27,4 km²)
- Skaneateles Lake (36 km²)
- Otisco Lake (8,9 km²)

K těmto jedenácti jezerům se někdy počítá také východněji ležící Onondaga Lake a Oneida Lake, které je pro svou větší šířku označováno za palec Finger Lakes.